# Lycaena steevenii
Lycaena steevenii är en fjärilsart som beskrevs av Treitschke 1834. Lycaena steevenii ingår i släktet Lycaena och familjen juvelvingar. Inga underarter finns listade i Catalogue of Life.